# Pasaż (architektura)

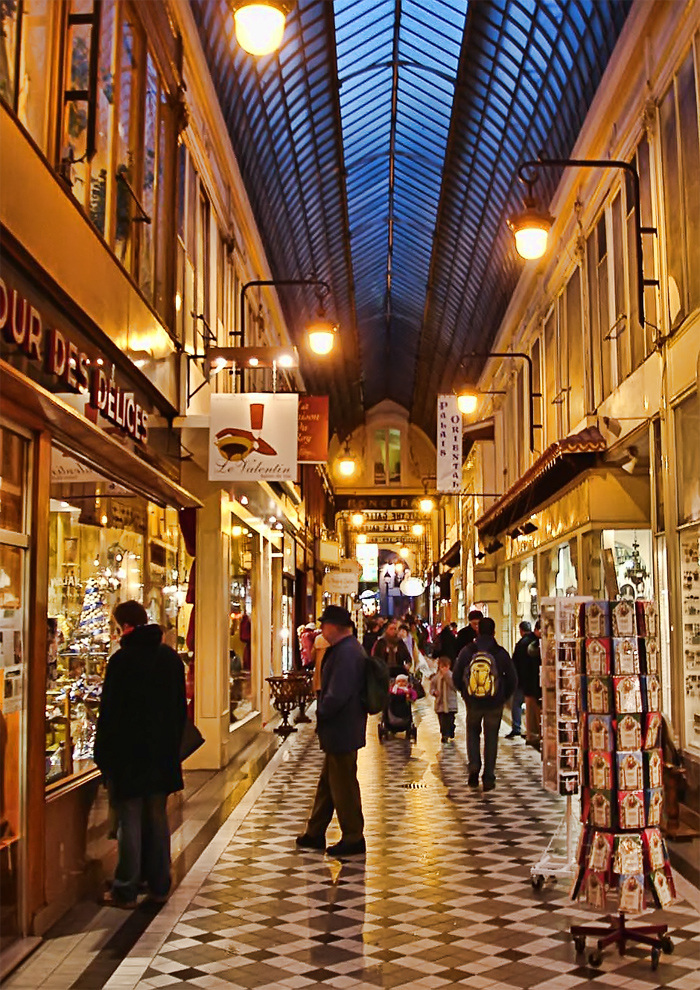
Paris - Pasaż Jouffroy w Paryżu

Pasaż (fr. passage) – przejście na poziomie chodnika, łączące budynki lub ulice, przykryte dachem, często szklanym. Mieszczą się w nim wejścia do przyległych sklepów. Konstrukcja rozpowszechniła się w XIX w., później została zaniechana. Obecnie występuje w nowych obiektach handlowych rozwiązanych w formie zamkniętego obiektu z wewnętrznym korytarzem, z którego można przejść do poszczególnych sklepików.

## Historia
Pierwsze pasaże pojawiły się w XIX wieku we Francji. Ich powstanie związane było z gwałtownym wzrostem liczby ludności i związaną z tym koniecznością zwiększenia wydolności handlu. Kamienice przy wąskich ulicach zaczęto łączyć przeszklonymi zadaszeniami tworząc w ten sposób dodatkowe przestrzenie handlowe. Zaletą pasażu była ochrona przestrzeni przed warunkami atmosferycznymi, a także możliwość dogrzewania w zimie i chłodzenia w lecie, co wpływało na komfort zakupów, a jednocześnie powodowało protesty parasolników i producentów kaloszy. Do najstarszych pasaży paryskich należy luksusowy Passage des Panoramas powstały w 1800 roku, na miejscu Hôtel de Montmorency-Luxembourg. W 1817 zamontowano w nim oświetlenie gazowe. Inne znane paryskie pasaże to Pasaż Jouffroy powstały w 1836 roku, Passage de la Madeleine z 1815 roku, Passage Choiseul, Galerie Vivienne z 1823 roku, powstała według projektu architekta François-Jeana Delannoy.